# Paederidus ruficollis
Paederidus ruficollis är en skalbaggsart som först beskrevs av Fabricius 1781.  Paederidus ruficollis ingår i släktet Paederidus, och familjen kortvingar. Enligt den svenska rödlistan är arten otillräckligt studerad i Sverige. Arten förekommer i Götaland. Arten har tidigare förekommit i Svealand men är numera lokalt utdöd. Artens livsmiljö är våtmarker.